# José Soares Filho
Dom José Soares Filho, O.F.M.Cap. (Itapetim, 29 de julho de 1956) é um bispo católico brasileiro, bispo de Carolina, no estado do Maranhão. No dia 5 de julho de 2017, o Papa Francisco aceitou a renúncia de Dom José Soares Filho ao governo pastoral da Diocese de Carolina (MA), apresentada pelo prelado,  O.F.M.Cap. O bispo esteve à frente da diocese de 2003 a 2017. O seu lema episcopal é “Amar e servir”.